# Walter Brödel
Walter Christian Brödel (* 26. April 1911 in Leutersdorf, Oberlausitz; † 9. Januar 1997 in Bayerisch Gmain) war ein deutscher Mathematiker und Hochschullehrer.

## Leben
Walter Brödel wurde am 26. April 1911 im sächsischen Leutersdorf als Sohn eines Pfarrers geboren. Er studierte an der Universität Tübingen, der Universität Göttingen und der Universität Leipzig, wo er 1935 mit Auszeichnung bei Paul Koebe mit der Dissertation „Über die Deformationsklassen zweidimensionaler Mannigfaltigkeiten“ promovierte und eine Stelle als Assistent antrat. Im Jahre 1941 wechselte Brödel an die Deutsche Forschungsanstalt für Segelflug in Ainring, wo er bis 1945 blieb.
Nach dem Zweiten Weltkrieg wurde Brödel an der Friedrich-Schiller-Universität Jena im Jahre 1949 zum ordentlichen Professor ernannt und Direktor des Mathematischen Instituts. Da Brödel weiterhin seinen Wohnsitz in Bad Reichenhall behielt und BRD-Bürger war, unterrichtete er in Jena mit Sondergenehmigung. Aufgrund seiner Weigerung eine eingeforderte Grundsatzerklärung zu unterschreiben, wurde er vom Ministerium für Staatssicherheit überwacht, darunter auch seine mit Wilhelm Maier, Mitarbeitern und Diplomanden veranstalteten sogenannten Teestunden, wo Brödel sich negativ über den Marxismus äußerte.
Walter Brödel blieb Direktor am Mathematischen Institut bis 1961, dem Jahr des Baus der Berliner Mauer und des Ausbaus der innerdeutschen Grenze. Er wurde aufgrund seiner „grundsätzlich gegnerischen Haltung“ fristlos entlassen unter Aberkennung seines Professorentitels.
Im Jahre 1963 wurde Walter Brödel Professor an der Universität Würzburg, wo er bis 1976 wirkte.
Walter Brödel starb am 9. Januar 1997 in Bayerisch Gmain.

## Schaffen
Walter Brödel lehrte vornehmlich auf dem Gebiet der Analysis. Er spezialisierte sich auf die Funktionentheorie. Zusammen mit Wilhelm Maier prägte er lange Jahre das Mathematische Institut, wo sie beide Direktoren waren.
Zu Brödels Schülern zählt Gerd Wechsung, zu seinen Doktoranden Fritz Krause. Hans Triebel war zeitweise Brödels Assistent.

## Publikationen
- Über die Deformationsklassen zweidimensionaler Mannigfaltigkeiten, Dissertation, Leipzig, Hirzel, 1935
- Deformationsklassen bei mehrdeutigen topologischen Abbildungen, Leipzig, Hirzel, 1937
- Fortgesetzte Untersuchungen über Deformationsklassen bei mehrdeutigen topologischen Abbildungen, Leipzig, Hirzel, 1939
- Funktionen mit Gaußischer Mittelwerteigenschaft für konvexe Kurven und Bereiche, in: Deutsche Mathematik, 1939
- Über die Nullstellen der Weierstraßschen ℘-Funktion, in: Journal für die reine und angewandte Mathematik, 187, 1950, Weblink
- Zum von-Staudtschen Primzahlsatz Wilhelm Maier gewidmet, in: Wissenschaftliche Zeitschrift der Friedrich-Schiller-Universität Jena, Math.-Nat. Reihe, 10, 1960–61
- Entwicklungen der Riemannschen ζ-Funktion nach Dirichletschen Polynomen, Helmut Grunsky gewidmet, in: Jahresbericht der Deutschen Mathematiker-Vereinigung, Band 67, 1965, Weblink